# هارولد د. شوستر
هارولد د. شوستر (بالإنجليزية: Harold D. Schuster)‏ هو مونتير ومخرج أمريكي، ولد في 1 أغسطس 1902 في شيروكي في الولايات المتحدة، وتوفي في 19 يوليو 1986 في ويستلاك فيلاج في الولايات المتحدة.

## وصلات خارجية
- هارولد د. شوستر على موقع IMDb (الإنجليزية)
- هارولد د. شوستر على موقع ألو سيني (الفرنسية)
- هارولد د. شوستر على موقع أول موفي (الإنجليزية)
- هارولد د. شوستر على موقع قاعدة بيانات الأفلام السويدية (السويدية)
- هارولد د. شوستر على موقع إن إن دي بي (الإنجليزية)
- هارولد د. شوستر على موقع قاعدة بيانات الفيلم (الإنجليزية)
- هارولد د. شوستر على موقع كينوبويسك (الروسية)